# Xibeiwang
Xibeiwang (kinesiska: 西北旺) är ett område och en köping i Kina. Den ligger i Haidian i storstadsområdet Peking, i den norra delen av landet, omkring 19 kilometer nordväst om stadskärnan. Antalet invånare är 142 664. Befolkningen består av 62 560 kvinnor och 80 104 män. Barn under 15 år utgör 8,0 %, vuxna 15-64 år 88 %, och äldre över 65 år 3,0 %.